# Magulla janeira
Magulla janeira là một loài nhện trong họ Theraphosidae.
Loài này thuộc chi Magulla. Magulla janeira được Eugen von Keyserling miêu tả năm 1891.